# Knick-Fuchsschwanzgras

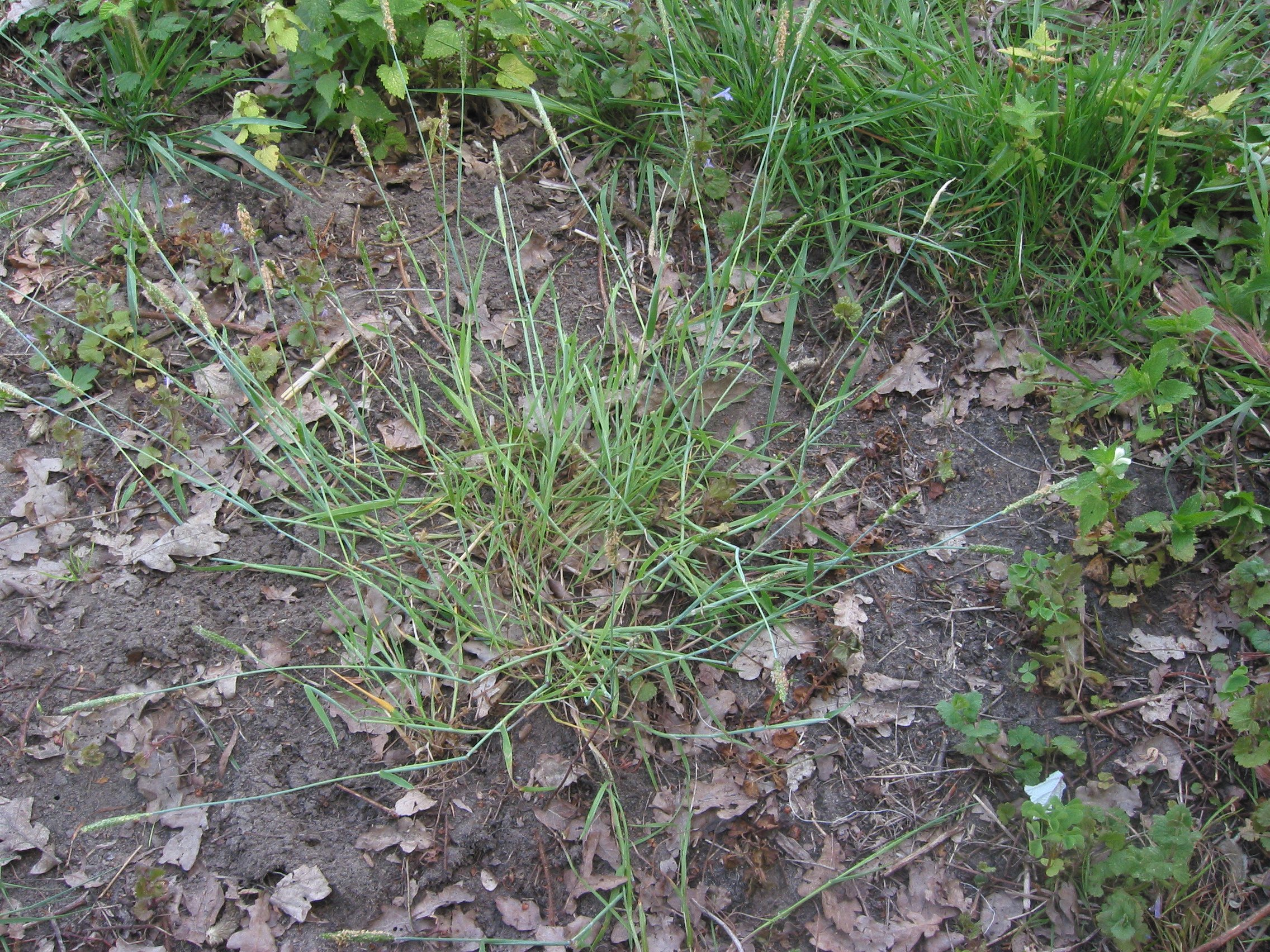
Knick-Fuchsschwanzgras im Habitat

Das Knick-Fuchsschwanzgras (Alopecurus geniculatus), auch Knick-Fuchsschwanz genannt, ist eine Art aus der Gattung der Fuchsschwanzgräser (Alopecurus) in der Familie der Süßgräser (Poaceae).

## Beschreibung
Das Knick-Fuchsschwanzgras ist eine ausdauernde Pflanze, die kurze unterirdische Ausläufer bildet. Die Erneuerungssprosse wachsen innerhalb der untersten Blattscheide hoch. Die Halme sind (5 bis) 15 bis 45 cm lang, dünn und gekniet-aufsteigend. Ihre untersten Knoten sind bewurzelt und verzweigt, sie können auch im Wasser fluten. Sie haben fünf bis acht Knoten. Die Blattscheiden sind kahl, gerieft, die der untersten Blätter werden braun und zerreißen faserig. Das Blatthäutchen ist ein häutiger Saum von 2 bis 4 (selten 6) mm Länge. Die Blattspreiten sind 2 bis 12 (bis 22) cm lang und 2 bis 4 (bis 6) mm breit. Sie sind flach-ausgebreitet und rau, auf der Unterseite manchmal auch glatt.

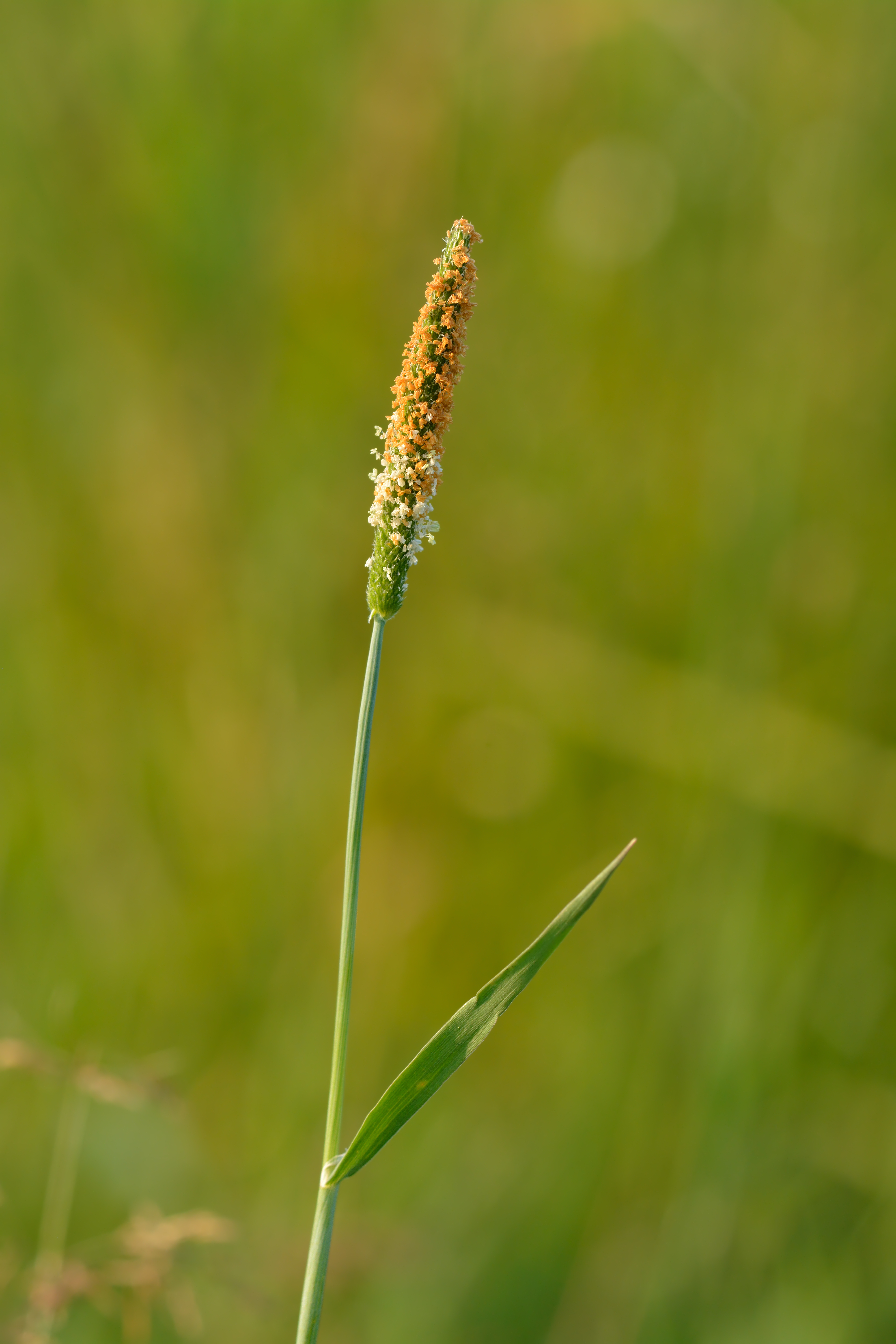
Blütenstand

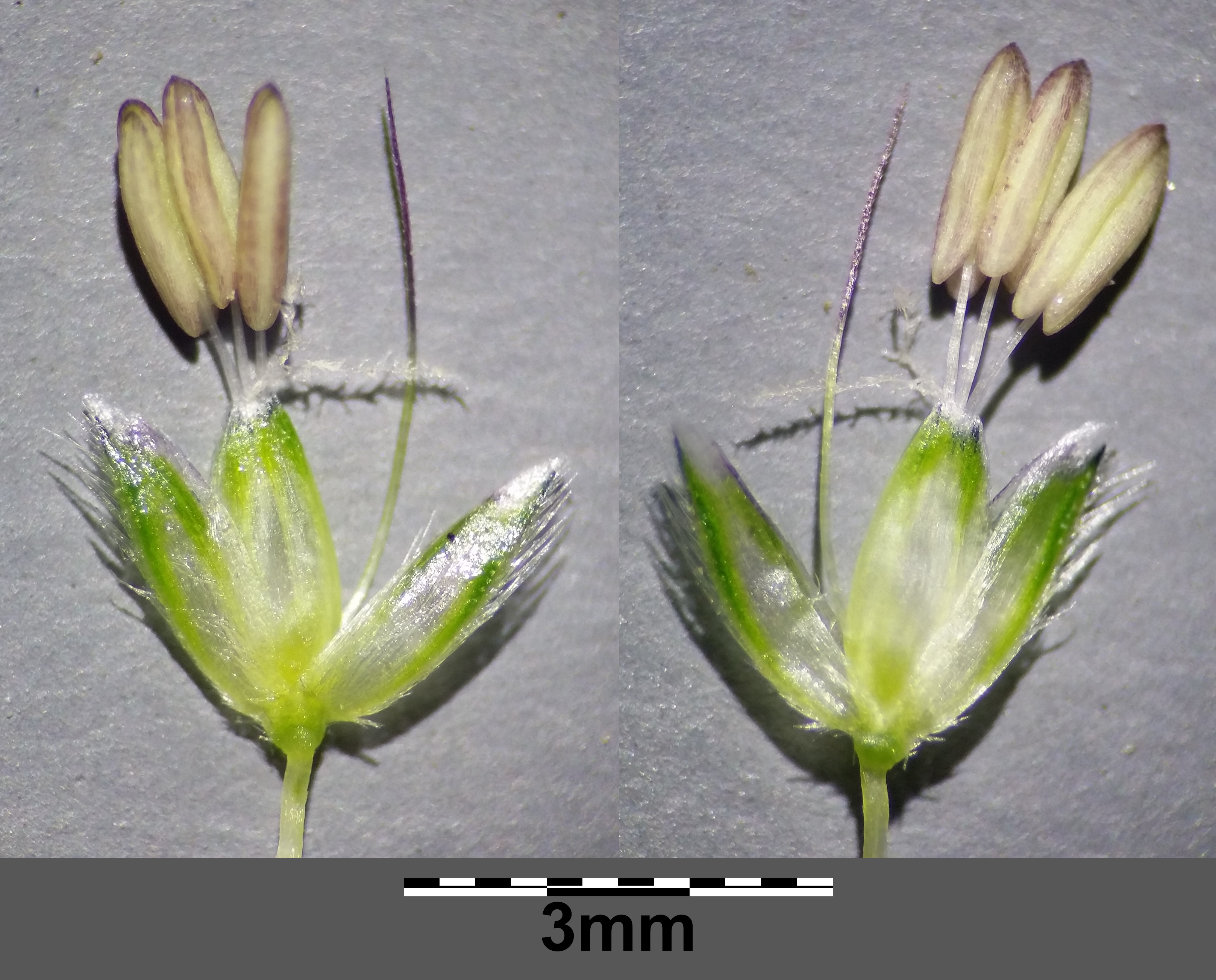
Ährchen

Die Rispe ist 1 bis 5 (bis 8) cm lang und 3 bis 5 mm breit. Sie ist walzenförmig und dicht, die Seitenäste sind im unteren Teil mit der Hauptachse verwachsen. Die Ährchen sind einblütig und ohne Granne 2,2 bis 3,5 mm lang. Ihre Form ist lang-elliptisch, zur Reife fallen sie als Ganzes ab. Die Hüllspelzen sind gleichartig und am Grunde an den Rändern miteinander verwachsen. Sie haben drei Nerven, sind gleich lang wie das Ährchen, von schmal-elliptischer Form und gekielt. Am Kiel sind sie dicht bewimpert, auf den Seitenflächen kürzer behaart. Die Deckspelze ist viernervig, 2 bis 2,6 mm lang, von schmal-elliptischer Form und kahl. Die Ränder sind im untersten Drittel miteinander verwachsen. Auf dem Rücken sitzt im untersten Viertel eine Granne. Diese ist gekniet, 3 bis 5 mm lang und ragt 2 bis 3 mm aus den Hüllspelzen heraus. Die Untergranne ist gedreht. Die Vorspelze fehlt. Die Staubbeutel sind 1,2 bis 1,8 mm lang, zunächst gelblich, dann braun. Blütezeit ist Mai bis August.
Die Frucht ist 1,2 bis 1,5 mm lang und seitlich zusammengedrückt. Die Chromosomenzahl beträgt 2n = 28.

## Verbreitung und Standorte
Das Knick-Fuchsschwanzgras kommt von Europa bis zum Himalaja und in Algerien vor und ist in Nordamerika ein Neophyt. In Europa kommt es in fast allen Ländern vor und fehlt nur in Albanien, Nordmazedonien und in Lettland.
In Norddeutschland ist die Art verbreitet und häufig, im Süden nur zerstreut. Sie wächst von der Ebene bis in Gebirgslagen. Im Schwarzwald steigt es bis 1140 m, in den Alpen meist bis 1550 m. In den Allgäuer Alpen steigt die Art im Tiroler Teil zwischen der Gaichtspitze und der Hahnenkamm-Seilbahn bis zu 1680 Metern Meereshöhe auf. In Südtirol erreicht sie auf der Villanderalpe bei Bozen, im Berner Oberland auf der Wengernalp und im Kanton Wallis bei La Monta bei Arolla jeweils 1900 Meter Meereshöhe.
In Österreich ist die Art selten und ist bundesweit als gefährdet eingestuft. In der Schweiz gilt sie bundesweit als verletzlich („vulnerable“), in einigen Gebieten ist sie stark gefährdet („endangered“), in den östlichen Zentralalpen ist sie ausgestorben. In Deutschland ist die Art "ungefährdet".
Das Knick-Fuchsschwanzgras wächst in offenen Pioniergesellschaften, etwa an den Ufern von fließenden und stehenden Gewässern und an den Rändern von Gräben. Daneben kommt es auch auf nassen Wiesen- und Wegmulden vor, die zu gewissen Zeiten überflutet werden und nur langsam austrocknen, sowie auf Moorwiesen. Es wächst auch im Wasser flutend. Es erträgt Salz und wächst meist auf wechselnassen, nährstoff- und basenreichen, eher humosen Ton- und Schlickböden mit neutralem bis mäßig saurem Boden-pH. Es handelt sich um eine Lichtpflanze und eine Zeigerpflanze für Nässe, Nährstoffreichtum und Sauerstoffarmut des Bodens.
Die ökologischen Zeigerwerte nach Landolt et al. 2010 sind in der Schweiz: Feuchtezahl F = 4+w+ (nass aber stark wechselnd), Lichtzahl L = 4 (hell), Reaktionszahl R = 3 (schwach sauer bis neutral), Temperaturzahl T = 3+ (unter-montan und ober-kollin), Nährstoffzahl N = 3 (mäßig nährstoffarm bis mäßig nährstoffreich), Kontinentalitätszahl K = 3 (subozeanisch bis subkontinental), Salztoleranz = 1 (tolerant).
Pflanzensoziologisch ist dieses Gras eine Ordnungskennart der Flutrasen und feuchten Weiden (Agrostietalia stoloniferae) und eine Assoziationskennart des Knickfuchsschwanz-Rasens (Ranunculo repentis-Alopecuretum geniculati).

## Taxonomie und Systematik
Der wissenschaftliche Name Alopecurus geniculatus wurde 1753 von Carl von Linné in Species Plantarum  Tomus I, S. 60 erstveröffentlicht.

### Hybriden
Das Knick-Fuchsschwanzgras bildet mit anderen Fuchsschwanzgräsern natürliche Hybriden:
- Alopecurus geniculatus × Alopecurus pratensis = Alopecurus ×brachystylus Peterm. (Syn.: Alopecurus ×hybridus Wimm.)
- Alopecurus geniculatus × Alopecurus aequalis = Alopecurus ×haussknechtianus Asch. & Graebn.

## Trivialnamen
Weitere zum Teil auch nur regional gebräuchliche Bezeichnungen für das Knick-Fuchsschwanzgras sind oder waren: Flottgras, Flussgras, Fluttgras und Musestert (Ostfriesland).

## Wirtschaftliche Bedeutung
Trotz seiner weiten Verbreitung spielt die Art keine Rolle als Futtergras. Pferde und Rinder fressen sie zwar gerne, sie ist aber sehr ertragsarm, sodass eine Ansaat nicht lohnt.

## Belege